# Higuera de Albalat
Higuera de Albalat ist ein spanischer Ort und eine Gemeinde (municipio) mit 100 Einwohnern (Stand: 2024) in der Provinz Cáceres in der Autonomen Gemeinschaft Extremadura.

## Lage und Klima
Higuera de Albalato liegt im Osten der Provinz Cáceres an der Grenze zur neukastilischen Provinz Toledo in einer Höhe von ca. 480 m. Der Tajo begrenzt die Gemeinde im Norden. Die Entfernung zur Hauptstadt Cáceres beträgt ca. 90 km (Fahrtstrecke) in westsüdwestlicher Richtung. Das Klima ist meist warm und trocken; der eher spärliche Regen (706 mm/Jahr) fällt hauptsächlich im Winterhalbjahr.

## Bevölkerungsentwicklung
| Jahr      | 1970 | 1981 | 1991 | 2001 | 2011 | 2021 |
| Einwohner | 276  | 153  | 131  | 102  | 111  | 106  |

Die zunehmende Mechanisierung der Landwirtschaft, die Aufgabe bäuerlicher Kleinbetriebe („Höfesterben“) und die daraus resultierende Arbeitslosigkeit auf dem Land haben seit den 1950er Jahren zu einem deutlichen Rückgang der Einwohnerzahlen geführt.

## Sehenswürdigkeiten

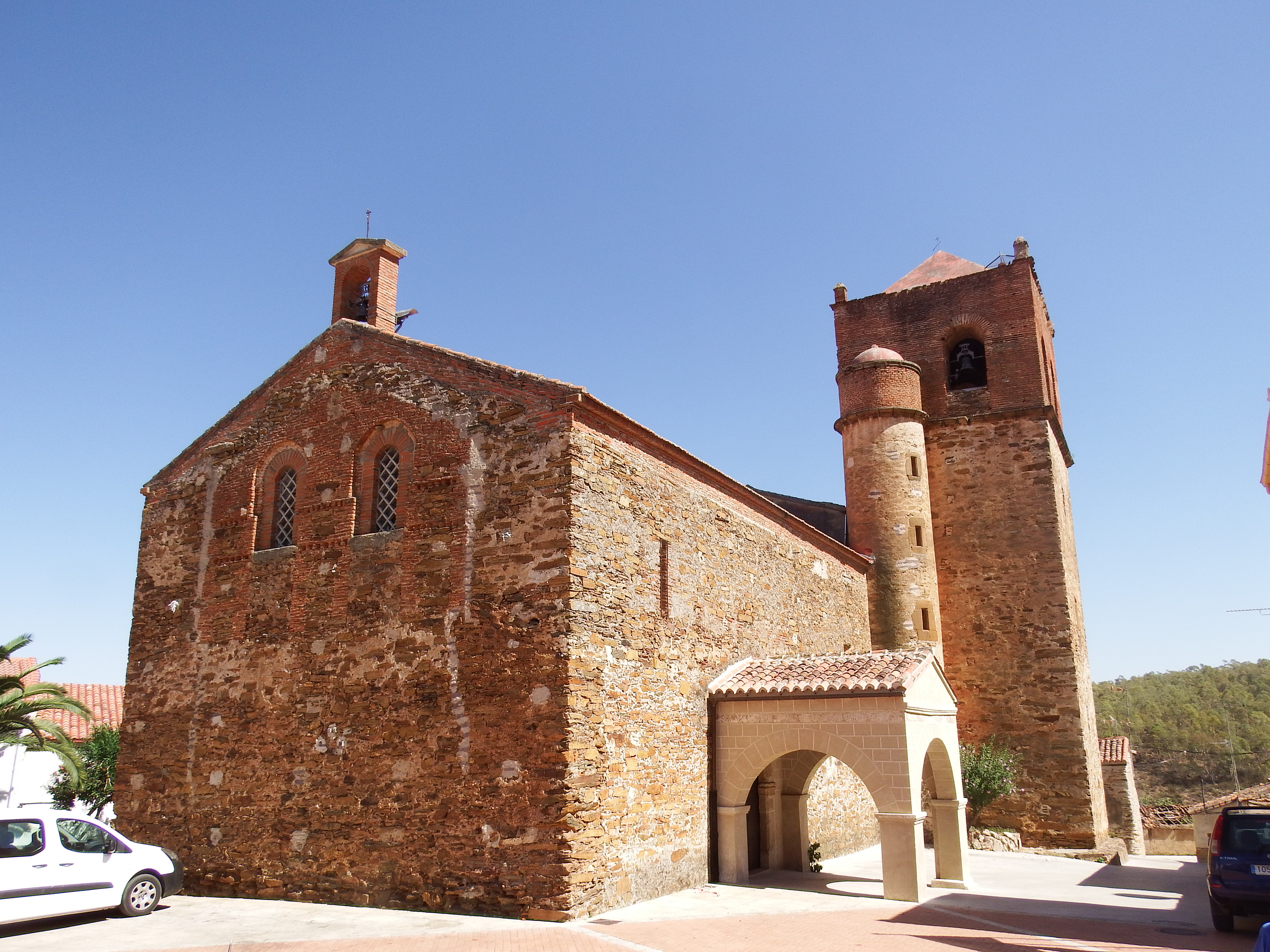
Sebastianuskirche
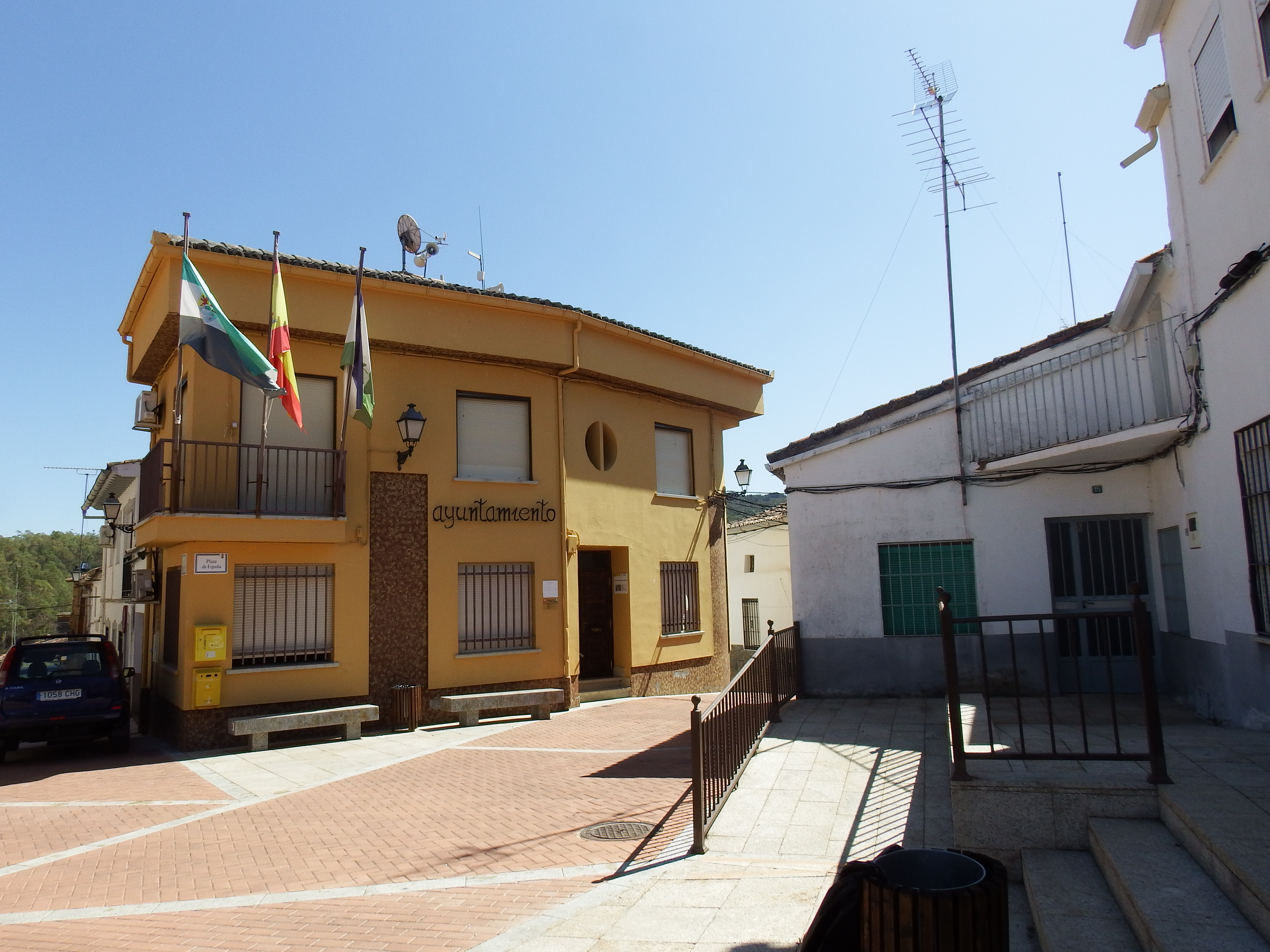
Rathaus

- Sebastianuskirche
- Rathaus